# Whose Bed Have Your Boots Been Under?
«Whose Bed Have Your Boots Been Under?» — песня канадской певицы Шанайи Твейн, дебютный сингл с её второго студийного альбома The Woman in Me (1995). В августе 1995 года сингл был сертифицироован в золотом статусе за тираж более 500 000 копий (первый сингл в карьере певицы в таком статусе). Песня была удостоена награды SOCAN Song of the Year award от имени Canadian Country Music Awards в 1995 году.

## История
Песня вышла 2 января 1995 года. Сингл был коммерчески успешным; он достиг 1 места в Канадском кантри-чарте, 31 места в американском Billboard Hot 100 и 11 места в Billboard Hot Country Songs (США).
Песня получила положительные отзывы музыкальной критики и интернет-изданий: Billboard.
Премьера видеоклипа состоялась 2 января 1995 года на канале Country Music Television, который в 2004 году включил песню на позиции № 40 в свой список CMT’s 40 Greatest Done-Me-Wrong Songs.

## Чарты и сертификации
| Чарт (1995)                       | Высшая позиция |
| --------------------------------- | -------------- |
| Канада (RPM Country Tracks)       | 1              |
| США (Billboard Hot 100)           | 31             |
| США (Billboard Hot Country Songs) | 11             |

### Итоговые годовые чарты
| Чарты (1995)                | Позиция |
| --------------------------- | ------- |
| Canada Country Tracks (RPM) | 11      |